# Joe Rosenblatt
Pour les articles homonymes, voir Rosenblatt.
Joseph « Joe » Rosenblatt (Toronto, 26 décembre 1933  – ) est un poète et artiste canadien.

## Récompenses
- 1976 : Prix du Gouverneur général 1976 : poésie ou théâtre de langue anglaise
- 1986 : B.C. Book Prize for Poetry (renommé Prix de poésie Dorothy Livesay (en))